# 기권주의
기권주의(abstentionism)는 숙고집회에 입후보하면서 당선되더라도 의석을 차지하거나 회의에 참여하지 않는 정치 관행이다. 기권주의는 입후보자가 선거 자체에 참여한다는 점에서 선거 보이콧과는 다르다. 기권주의는 19세기 초부터 영국과 아일랜드에서 아일랜드 공화주의 정치 운동에 의해 사용되었다. 또한 1860년대에는 오스트리아 제국 의회에서 헝가리와 체코 민족주의자들에 의해서도 사용되었다.

## 헝가리에서
1848년 헝가리 혁명을 진압하면서 오스트리아 제국은 헝가리 국회를 폐지했다. 오스트리아의 1861년 2월 칙령은 간접 선출된 제국 의회에 헝가리를 위한 자리를 마련했지만, 헝가리는 의회가 국회에 제대로 속한 권한을 침해하고 있다고 주장하며 대표를 보내지 않았다. 헝가리를 모방하여 체코인 보헤미아 대표들은 1863년에 탈퇴했으며, 모라비아 대표들은 1864년에 탈퇴했다. 헝가리의 요구는 1867년 오스트리아-헝가리 타협에 의해 충족되었으며, 제국은 오스트리아-헝가리 이중 군주국이 되었고, 헝가리 측은 부활된 국회에 의해 통치되었다.
1904년, 아서 그리피스는 1867년 타협과 유사한 영국-아일랜드 이중 군주국을 주장하는 헝가리의 부활을 출판했다. 그리피스의 후속 "신 페인 정책"은 이 모델을 발전시켰다. 아일랜드 의회당(IPP)의 톰 케틀은 보헤미아가 1867년 이후 제국의 오스트리아 측에 남아 있었고, 그 대표들은 1879년에 기권주의를 포기했다고 반박했다.

## 아일랜드에서

### 분할 이전
1800년 연합법 이후, 아일랜드는 그레이트브리튼 아일랜드 연합왕국의 영국 의회에서 상원과 하원으로 대표되었다. 연합법 폐지는 많은 아일랜드 국민주의자들의 목표였다.
1845년, 연합 폐지 협회의 위원회에서 모든 아일랜드 국회의원(MP)이 웨스트민스터에서 철수해야 한다는 동의안이 통과되었다. 이것은 청년 아일랜드당 운동의 토머스 오스본 데이비스가 제안했다. 그러나 위원회는 이미 재직 중인 의원들이 선출 시 취한 취임 선서를 위반하지 않고는 철수할 수 없다고 느꼈다. 1847년에 연합 폐지 협회에서 탈퇴한 아일랜드 연합은 즉각적인 기권에 찬성하기로 결정했다. 그러나 창립자인 윌리엄 스미스 오 브라이언은 웨스트민스터에서 계속 연설했다. 1848년, 찰스 개번 더피는 웨스트민스터에서 추방된 아일랜드 의원들이 별도의 아일랜드 의회에 앉아야 한다고 제안했다.
다른 초기 기권주의 옹호자로는 1862년 조지 시거슨과 1878년 존 딜런이 있었으며, 그들은 별도의 아일랜드 의회에서 만나는 기권주의 아일랜드 의원들을 구상했다.
1860년대부터 아일랜드 공화주의 형제단(IRB) 지도자 찰스 킥햄과 존 오리어리는 기권주의를 지지했다. 1869년, G. H. 무어는 투옥된 공화주의자들을 선거에 지명할 것을 제안했는데, 그들은 유죄가 확정된 중범죄자로서 의석을 차지할 수 없다는 것을 알고 있었다. 이를 바탕으로 제레미아 오 도노번 로사 (1870년)와 존 미첼 (1875년에 두 번)은 티퍼러리의 보궐 선거에서 당선되었다. 오 도노번 로사는 선거 당시 감옥에 있었고, 미첼은 망명 중이었다.
킥햄은 아일랜드 의원들에게 웨스트민스터에서 철수할 것을 요구하는 "대규모 국가 회의"를 구상했다. 찰스 길포일 도런이 이 효력을 갖는 동의안을 제안했고 자치 연맹(HRL) 대회에서 통과되었다. 1871년부터 1875년까지 미스의 "정직한" 존 마틴은 민족주의 시위를 제기하기 위해서만 웨스트민스터에서 연설했고, 투표를 거부했다. 1874년 선거에서 59명의 HRL 의원이 당선되었으며, 이 중에는 마요의 존 오코너 파워가 포함되어 있었다. 그는 IRB 최고 평의회 회원이었다. 그는 선거 자금 유용 혐의로 IRB와 사이가 틀어질 것이었고, 점진적으로 덜 급진적이 되었다. 오코너 파워는 웨스트민스터가 아일랜드의 자치 문제를 논할 최고의 플랫폼이라고 믿었다. 의회에서 철수하는 것은 대립보다는 화해를 선호하는 사람들에게 자치당을 포기하는 것이 될 것이다. 1876년까지 HRL이 전국 대회를 조직할 수 없을 것이 분명해졌고, 그 지지를 받아 선출된 의원들은 웨스트민스터에 남아 있을 것이었다. 기권주의의 대안은 필리버스터를 포함한 의사 진행 방해였다. 이것은 1870년대 후반부터 HRL과 그 후계자인 찰스 스튜어트 파넬 하의 IPP에 의해 실행되었다.

#### 신 페인
아서 그리피스의 "신 페인 정책"은 1905년부터 1907년 사이에 공식화되었으며, 아일랜드 의원들이 웨스트민스터에서 기권하고 더블린의 병행 의회에 앉을 것을 요구했다. 최초의 신 페인 기권 후보는 1908년의 찰스 돌런이었다. 노스 레이트림의 IPP 의원으로 재직한 그는 신 페인에 합류한 후 사임했고, 후속 보궐 선거에서 패배했다. 로런스 지넬의 1909년 제안은 통일 아일랜드 연맹(UIL)이 기권주의를 채택해야 한다는 것이었다. 그는 UIL을 떠났지만 1917년 신 페인에 합류할 때까지 웨스트민스터에 계속 앉아 있었다. 기권주의는 대부분의 민족주의자들에 의해 반대되었는데, 특히 1910년 1월 영국 총선 이후 IPP가 웨스트민스터에서 균형을 잡고 자유당 정부로부터 제3차 자치법 통과를 확보했을 때 더욱 그러했다. 민족주의 분위기는 1916년 봉기 이후 바뀌었고, IPP 자체는 아일랜드로의 징병제 확대에 항의하기 위해 1918년 4월 웨스트민스터에서 철수했다. 1916년 웨스트 코크 보궐 선거에서 신 페인은 처음에 1916년 봉기 후 억류된 지지자인 올 포 아일랜드 리그 후보 프랭크 J. 힐리를 지지했지만, 힐리가 그의 의석을 차지하겠다는 의사를 표명하자 지지를 철회했다. 이러한 혼란은 힐리의 패배에 기여했다.
최초의 기권 의원은 1917년 2월 3일 노스 로스커먼 보궐 선거 이후 당선된 백작 조지 노블 플런켓이었다. 플런켓은 당선될 때까지 그의 기권주의를 명확히 밝히지 않았다. 플런켓의 리버티 리그, 그리피스의 왕정주의 신 페인, 북부 아일랜드 민족 연맹은 그해 말 재건된 신 페인으로 합병되었으며, 논란이 많은 논쟁 끝에 기권주의가 단순히 전술이 아닌 원칙이라고 합의했다. 1918년 11월 웨스트민스터에 선출된 신 페인 의원들은 그곳에서 의석을 차지하기를 거부했고, 대신 1919년 1월 더블린에서 아일랜드 공화국의 정당한 의회라고 주장되는 제1차 달의 TD(타흐터 데일라)를 구성했다. 아일랜드 노동당은 비상법이 해제될 때까지 처음에 기권주의를 제안한 후 1918년에 신 페인에 찬성하며 물러섰다. 신 페인은 1920년 아일랜드 정부법에 의해 설립된 북아일랜드 하원과 남아일랜드 하원의 1921년 선거를 보이콧해야 할지 확신하지 못했다. 전술적 이유로 북부 선거에 출마하고 일관성을 위해 남부 선거에 출마하기로 결정했으며, 당선된 의원들은 제2차 달의 TD가 되었다.
공화주의 내의 한 줄기는 이 분할 이전 아일랜드 분할의 아일랜드 공화국에 충성을 유지하며 아일랜드와 북아일랜드 양쪽 모두의 합법성을 부인한다. 다른 정당들은 남부 주와는 타협했지만 북아일랜드와는 그렇지 않았다. 일부 단체는 어느 관할권 내에서의 선거를 보이콧했고, 다른 단체는 기권주의를 택했으며, 다른 단체는 일부 기관에서 기권했지만 다른 기관에서는 기권하지 않았다. 기권주의는 종종 공화주의 내에서 분열을 야기하는 문제였다.

### 아일랜드 자유국/아일랜드에서
1921년 영국-아일랜드 조약은 아일랜드 자유국을 설립했으며, 북아일랜드에 대한 옵트 아웃 조항과 자유국 입법자에 대한 충성 서약을 요구했다. 조약은 주로 "분할"이 아닌 서약을 놓고 신 페인을 분열시켰고, 아일랜드 내전을 야기했다. 1922년 6월 선거는 조약 지지 및 반대 후보의 "신 페인 패널"을 특징으로 했지만, 그 결과로 생긴 제3차 달은 반 조약 TD들에 의해 보이콧되었다. 이들은 1923년 신 페인을 재설립하고 자유국 달에서의 계속된 기권을 분할에 기반했다. 피어너 팔은 1926년 신 페인에서 분리되었고 1927년 자유국에서 기권주의를 포기했다. 1955년부터 신 페인은 아일랜드 공화국에서 지방 자치 선거에 출마하고 의석을 차지했는데, 이것이 국가를 인정하는 것에 해당하지 않는다고 주장했다.
1970년, 아르드 페이스 (연례 회의)에서 신 페인은 달 에런에서 의석을 차지하는 것을 거부하는 오랜 정책을 뒤집을지 여부를 놓고 다시 분열되었다. 이 분열은 "신 페인"이라는 이름을 사용하는 두 개의 정당을 만들었다. 반기권주의 정당은 "공식" 신 페인으로 알려졌다. 이 정당은 이름을 "신 페인 노동당"(SFWP)으로 변경하고 1981년 총선에서 달에 의석을 얻었고, 이를 차지했다. 다음 해에는 "신 페인"을 이름에서 빼고 "노동자당"이 되었다. 기권주의 정당은 처음에 "잠정" 신 페인으로 불렸지만, 1982년 이후에는 단순히 "신 페인"으로 알려졌고, 모든 기관에서 얻은 의석을 계속 기권했다.
신 페인은 1970년과 마찬가지로 1986년에 달 에런에서 의석을 차지할지 여부를 놓고 분열되었다. 게리 애덤스가 이끄는 더 큰 그룹은 기권주의를 포기했고, 공화주의 신 페인(RSF)은 루어리 오 브라데이가 이끌었고 이를 유지했다. 신 페인의 첫 번째 현직 타흐터 달러는 1997년 총선에서 캐번-모너핸에서 선출된 카이브긴 오 캐올라안이었다.
RSF는 달 에런과 북아일랜드 의회 모두에서 기권주의 정책을 유지했다.

### 북아일랜드에서
분할 이후, 남부 주에서 비기권주의 정당들은 북아일랜드에서 전혀 조직되지 않았다. 1922년 초, 아일랜드 자유국 임시 정부는 북아일랜드의 민족주의자들의 이익을 대표하는 것으로 여겨졌고 북아일랜드 정부를 인정하지 않는 정책을 가지고 있었다. 가톨릭 주교 조지프 맥로리 (후에 아르마 대주교 및 추기경이 됨)는 임시 정부에 조 데블린과 그의 당원들이 새로운 북아일랜드 의회에 들어가기를 원하며, 비인정 정책이 북아일랜드 민족주의자들이 "혼자 싸워야" 하는 결과를 낳을까 걱정했다고 밝혔지만, 그의 조언은 무시되었다.
지방 선거에서의 기권주의는 1934년 법에 의해 사실상 금지되었으며, 후보자는 시의회 회의에 참석하겠다고 서약해야 했다.
국민당 (북아일랜드)은 제1차 스토몬트 의회 (1921-25) 동안 의석을 차지하지 않았다. 두 번째로 큰 의회 정당을 형성했음에도 불구하고, 그들은 이후 40년 동안 야당 역할을 받아들이지 않았다. 그들은 1965년 2월 2일에 그렇게 했지만, 1968년 10월 5일 데리에서 열린 민권 행진에서 경찰이 시위대를 곤봉으로 때린 후 2주 만에 다시 야당에서 물러났다.
카히르 힐리는 1920년대와 1960년대 사이에 다양한 민족주의 표지로 스토몬트와 웨스트민스터 의회 모두에 선출되었다. 그는 1927년까지 스토몬트에서, 1950년부터 1952년까지 웨스트민스터에서 기권주의자였다. 1930년대에 힐리는 간헐적인 전술적 기권주의 정책을 지지하는 아일랜드 연합 협회를 이끌었고, 반면 otherwise-similar 북부 통일 협의회는 기권주의를 원칙으로 간주했다.
1953년부터 스토몬트 후보는 출마 전에 영국 충성 서약을 해야 했으며, 신 페인은 이를 할 수 없었다. 이는 웨스트민스터 선거에는 적용되지 않았으며, 신 페인은 민족주의자 표 분산을 피하기 위해 비신 페인 기권주의 민족주의자들에게 종종 자유 출마를 허용했지만, 반대로 비기권주의 민족주의자들에게 방해 후보를 내세웠다.
사회민주노동당 (북아일랜드)(SDLP)는 1970년 8월 21일 창당과 함께 야당이 되었지만, 그 당은 1971년 7월 스토몬트에서 철수했다. SDLP는 선닝데일 협정을 위해 설립된 의회와 헌법 제정 회의에 참여했다. 원래는 1982년 의회 선거를 보이콧할 예정이었으나, 신 페인에 자유 출마를 허용하지 않기 위해 기권주의를 채택했다. 브라이언 피니는 선출된 사람들이 언론에서 지역 대변인 역할을 한 신 페인의 "적극적 기권"이 SDLP가 대표를 대신 더블린의 새 아일랜드 포럼으로 보낸 정책보다 더 효과적이었다고 제안한다. 1996-98 북아일랜드 포럼에 대한 SDLP의 참여는 간헐적이었다.
신 페인은 1981년에 "아말라이트와 투표함 전략"을 채택했으며, 1982년에 1982년 의회 선거부터 북아일랜드에서 현대 선거에 처음 출마했으며, 이 선거에서는 기권했다. 1983년 아르드 페이스는 유럽 의회에서 의석을 차지하기로 결정했으며, 1985년 아르드 페이스는 그 해의 지방 선거에서도 마찬가지로 결정했다. 신 페인은 북아일랜드 포럼에서 기권했다.
1998년 벨파스트 협정에 따라 북아일랜드 의회가 설립된 이후, SDLP와 신 페인 모두 그 기관에서 의석을 차지했다. SDLP 의원들은 웨스트민스터에서 꾸준히 의석을 차지한 반면, 신 페인 의원들은 그곳에서 의석을 차지하기를 거부한다. 신 페인 의원들은 영국 정치 기관이 아일랜드 국민을 통치하는 데 어떤 역할도 하지 않아야 하므로, 그들이 의원으로서 영국 국민을 대신하여 결정을 내려서는 안 된다고 믿는다.
피어너 팔의 유일한 스토몬트 선거는 1933년에 있었으며, 당수 에이먼 데 벌레라는 1920년대에 신 페인 의원이었던 사우스 다운에서 기권주의자로 출마하는 것에 동의했다. 피어너 팔은 2007년 북아일랜드 내 정치 정당으로 등록했다. 2014년 당수 미헐 마틴은 2019년부터 선거에 출마할 것이라고 발표했다. 웨스트민스터 선거에 출마할지는 명확히 밝히지 않았다.
공화주의 신 페인은 오랜 기권주의 정책을 유지하고 있다. 북아일랜드에서 등록된 정당은 아니지만, 의원들은 무소속으로 의회 선거에 출마했다. 2016년 반체제 공화주의자 정당인 사오라드가 설립되었을 때 선거에 출마할지 결정하지 않았지만, 당선될 경우 스토몬트, 웨스트민스터, 레인스터 하원에서 의석을 차지하는 것을 기권할 것이라고 말했다.
2017년 6월 영국 총선 이후, 보수당이 DUP와 잠재적 균형을 이루는 가장 큰 정당이 된 헝 의회가 발생했다. 게리 애덤스는 선출된 신 페인 의원들이 군주에 대한 충성 서약을 하거나 웨스트민스터에서 의석을 차지하지 않을 것이라는 신 페인의 오랜 입장을 재차 강조했다.

## 영국에서
일부 영국 정치 운동가들은 신 페인의 기권주의 정책에서 영감을 받았는데, 그 중 한 명은 글래스고의 아나코 공산주의자 가이 앨드레드로, 그는 1918년 영국 총선 동안 스코틀랜드 사회주의 정치인 존 매클레인에게 "신 페인 전술"을 채택하도록 조언했으며, 프랑스 내전에서 카를 마르크스가 "노동 계급은 기존의 국가 기구를 단순히 차지하고 자신의 목적을 위해 휘두를 수 없다"고 비난한 구절을 인용했다. 앨드레드는 기권주의 플랫폼으로 공산주의 후보를 내세울 것을 제안하며 다음과 같이 개요를 설명했다.
성공한 후보들은 의회에 가지 않고, 정족수를 확보할 때까지 선거구에 남아 있을 것이며, 그 후 집회를 구성하여 자신들을 선출한 지역을 대표할 권리를 주장할 것이다. 따라서 이중 권위가 확립되며, 이러한 혁신이 확산되는 것처럼 빠르게 확산될 수 있으며, 결국 국가에 도전할 수 있다.

앨드레드는 또한 선거 보이콧을 조직하거나 선거를 여론 조사 이상으로 사용해 공산주의 운동에 대한 지지를 측정하는 것도 제안했으며, 이 두 전술 모두 기권주의와 함께 지지했다. 1919년까지 앨드레드의 기권주의 주장은 실비아 팽크허스트의 노동자 사회주의 연맹에서도 받아들여졌는데, 이 단체는 제3인터내셔널의 볼셰비키의 바람에 반해서도 반의회주의 노선을 취했으며, E. T. 화이트헤드의 노동 기권당에서도 받아들여졌다. 이 두 단체 모두 공산당의 창립 단체가 되었다. 대조적으로, 볼셰비키는 기권주의를 비판하고 "새롭고, 비정규적이며, 기회주의적이지 않고, 출세주의적이지 않은 의회주의"의 창설을 옹호했으며, 이 전술을 "혁명적 의회주의"라고 설명했다. 볼셰비즘에 환멸을 느낀 팽크허스트의 그룹은 나중에 공산노동자 인터내셔널에 가입하고 기권주의에 대한 헌신을 재확인했으며, 앨드레드 자신은 반의회 공산주의 연맹을 설립했고 1922년 선거에서 글래스고 셰틀스턴 의석에 기권주의 플랫폼으로 출마했다 (1.9%의 득표율만 얻었다). 앨드레드의 선거 출마는 팽크허스트 자신에 의해 비판받았는데, 그녀는 이 시점까지 선거 보이콧 정책으로 전환했음에도 불구하고 존 매클레인의 스코틀랜드 노동자 공화당 후보를 지지했다. 제2차 세계 대전 이후, 앨드레드는 선거에 다시 기권주의 플랫폼으로 출마했는데, 이번에는 통일 사회주의 운동의 회원으로 글래스고 센트럴 의석에 출마하여 300표밖에 얻지 못했다.

## 캐나다에서
2022년 퀘벡 총선 이후, 퀘벡당 의원들은 찰스 3세 국왕에게 취임 선서를 거부한 후 나탈리 루아 의장에 의해 퀘벡 국민의회에서 의석을 박탈당했다.

## 같이 보기
- 정족수 미달
- 아일랜드 공화주의 정통론
- 영국 충성 서약
- 아일랜드 충성 서약
- 증언 정당

## 일반 및 인용된 자료
- Feeney, Brian (2002). 《Sinn Féin: A Hundred Turbulent Years》. O'Brien Press. ISBN 978-0-86278-770-7.
- Lydon, James F. (1998). 《The Making of Ireland: From Ancient Times to the Present》. Routledge. ISBN 0-415-01347-X.
- McGee, Owen (2005). 《The IRB: The Irish Republican Brotherhood from the Land League to Sinn Féin》. Dublin: Four Courts Press. ISBN 1-85182-972-5.
- Shipway, Mark (1988). 《Anti-Parliamentary Communism: The Movement for Workers' Councils in Britain, 1917–45》. 런던: 맥밀런. ISBN 033343613X. OCLC 468642120 – AF-North 경유.

## 추가 읽기
- Jung, Theo (2018). 《Auftritt durch Austritt. Debattenboykotts als parlamentarische Praxis in Großbritannien und Frankreich (1797–1823)》. 《Archiv für Sozialgeschichte》 58. 37–67쪽. doi:10.6094/UNIFR/151306. ISSN 0066-6505.
- Lynn, Brendan (2002). 《Tactic or Principle? The Evolution of Republican Thinking on Abstentionism in Ireland, 1970-1998》. 《Irish Political Studies》 17. 74–94쪽. doi:10.1080/714003200. ISSN 0790-7184. S2CID 143901459.
- Pyne, Peter (1974). 《The politics of parliamentary abstentionism: Ireland's four Sinn Fein parties, 1905–1926》. 《The Journal of Commonwealth & Comparative Politics》 12. 206–227쪽. doi:10.1080/14662047408447211. ISSN 0306-3631.